# Kom igen Diego!
Kom igen Diego! (originaltitel: Go, Diego, Go!) är en animerad amerikansk tv-serie och spinoff till Dora utforskaren. Serien sänds i Nickelodeon, Treehouse TV, och Canal 5 och handlar om Diego, åtta år, som med hjälp av ett djur rädda andra djur i nöd.

## Handling
Serien handlar om Dora Utforskarens kusin Diego Marquez. Han är 8 år och en äventyrare som älskar djur och natur.

## Rollfigurer
- Diego Marquez - Diego är Doras kusin som hjälper djur i nöd. Han hjälper också tittarna vilken väg de ska gå eller lösa problem.
- Alicia Marquez - Alicia är Diegos syster som bor i en trädkoja. Hon har en fältjournal för att veta allt om djur.
- Bebisjaguaren - Bebisjaguaren är Diegos bästa vän och följer honom alltid på äventyren. Han älskar att ryta.